# 貴婦人の肖像 (ティツィアーノ)
『貴婦人の肖像』（きふじんのしょうぞう、伊: Ritratto di signora, 英: Portrait of a Lady）は、イタリアのルネサンス期のヴェネツィア派の巨匠ティツィアーノ・ヴェチェッリオが1525年から1565年頃に制作した絵画である。油彩。現在はシカゴにあるシカゴ美術館に所蔵されている。またイタリアの個人コレクションに1点の別のバージョンが所蔵されている。

## 作品
ティツィアーノは鑑賞者を見つめる女性の胸像を描いている。彼女は黒いダブレットを着ており、小さなフリルのある白い袖口を誇示するかのように、右手をネックラインの高さまで上げて、頭の左側から垂れ下がっているヴェールのひだを持っている。
絵画の帰属は不明であるが、長い間ティツィアーノと結びついており、パラティーナ美術館所蔵の『ラ・ベッラ』（La Bella）や美術史美術館所蔵の『毛皮を着た若い女性』（Ragazza in pelliccia）と関連している。本作品は『ジュリア・ゴンザーガの肖像』というタイトルで呼ばれていたが、しかし、その名前のイタリアの貴族出身の女性との同一性はもはや受け入れらておらず、現在では単に『貴婦人の肖像』と呼ばれている。
絵画の保存状態は悪く、1960年代に初期の修復塗装が除去された。画面上部の背景と女性像の髪の一部の絵具と下地が失われている。背景、モデルの顔の左側、胸の所々に絵具の塗装面が摩耗している。

## 来歴
肖像画はもともとイタリアの個人コレクションが所有していた作品で、1928年から1930年にかけて、ニューヨークの美術商ベーラー・アンド・シュタインマイヤー（Böhler and Steinmeyer）で販売され、シカゴの実業家マックス・エプスタイン（Max Epstein, 1875年-1954年）が購入した。1929年のエプスタイン・コレクションの目録には含まれていない。エプスタインが死後した1954年にシカゴ美術館に遺贈された。

## 複製
マドリードのセラルボ美術館に本作品の複製が所蔵されている。セラルボ美術館は1922年に死去したセラルボ侯爵エンリケ・デ・アギレラ・イー・ガンボアの美術品のコレクションを収蔵した美術館で、本作品は侯爵時代からヴェネツィア派の作品としてコレクションに登録されていた。

## ギャラリー
関連作品

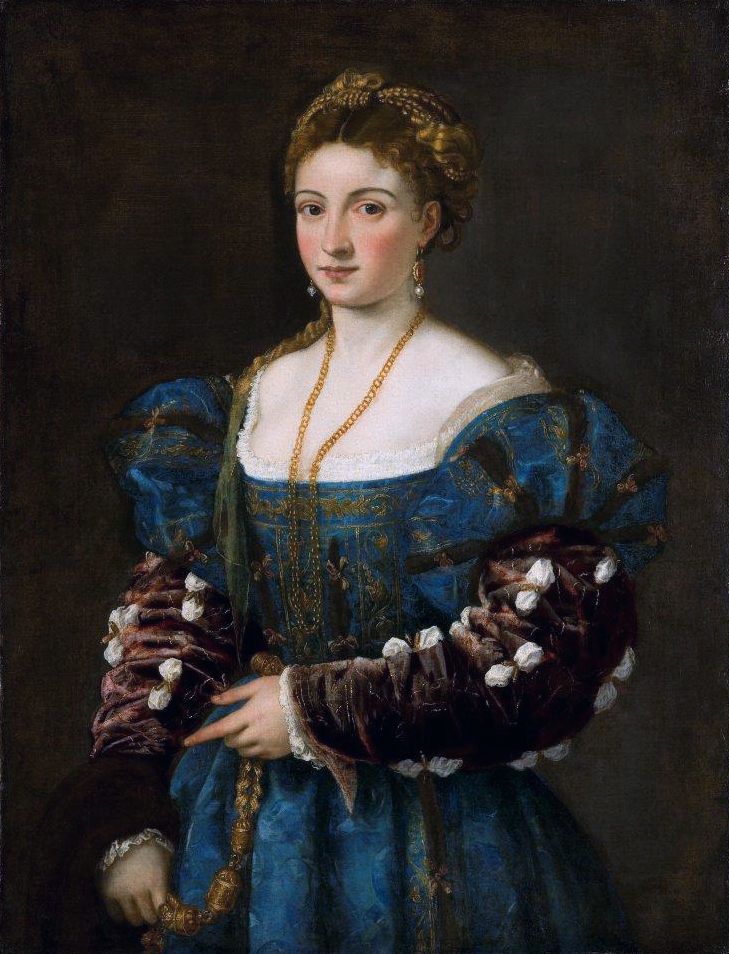
『ラ・ベッラ』1536年-1538年 パラティーナ美術館所蔵
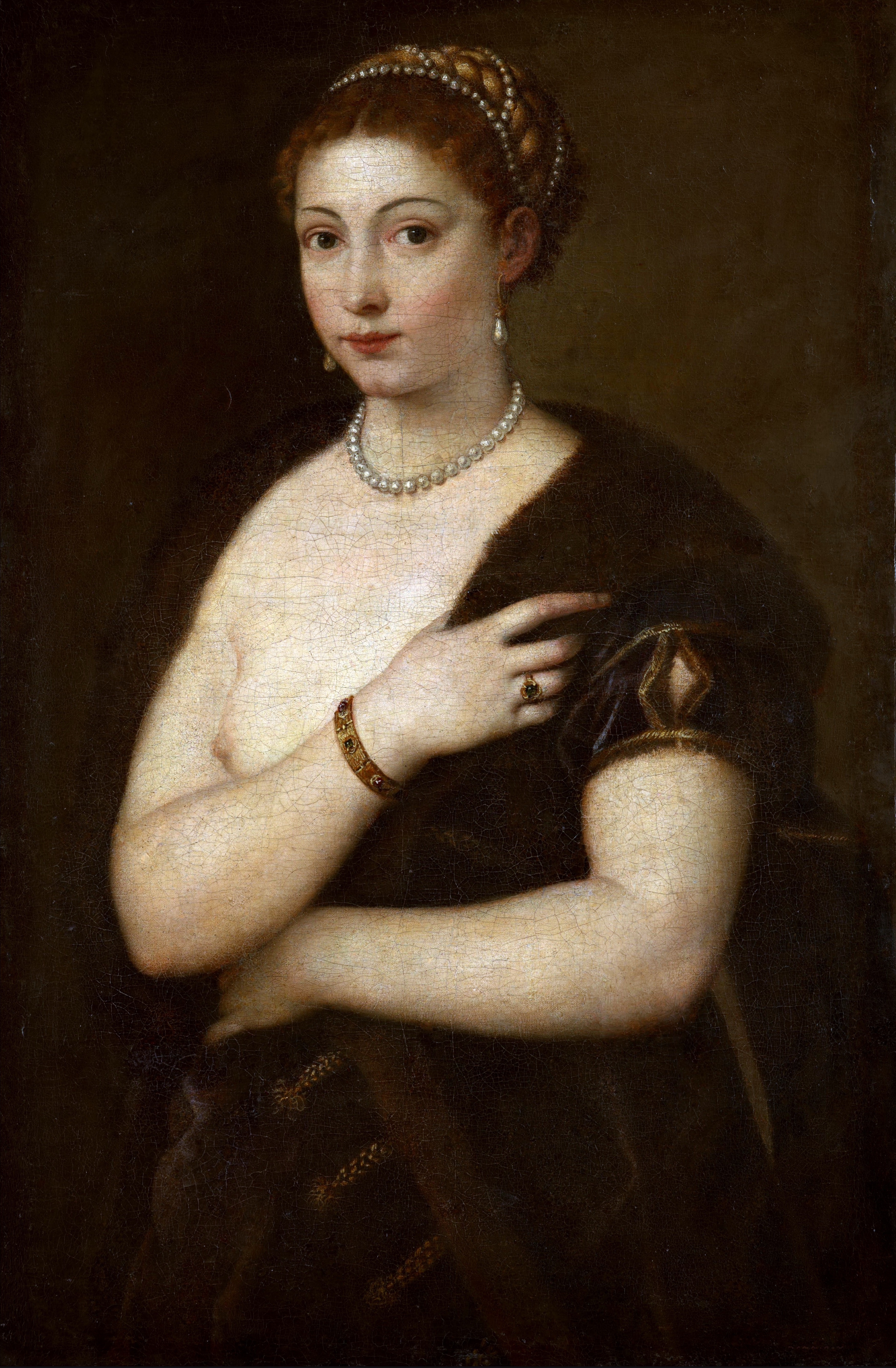
『毛皮を着た若い女性』1535年頃 美術史美術館所蔵
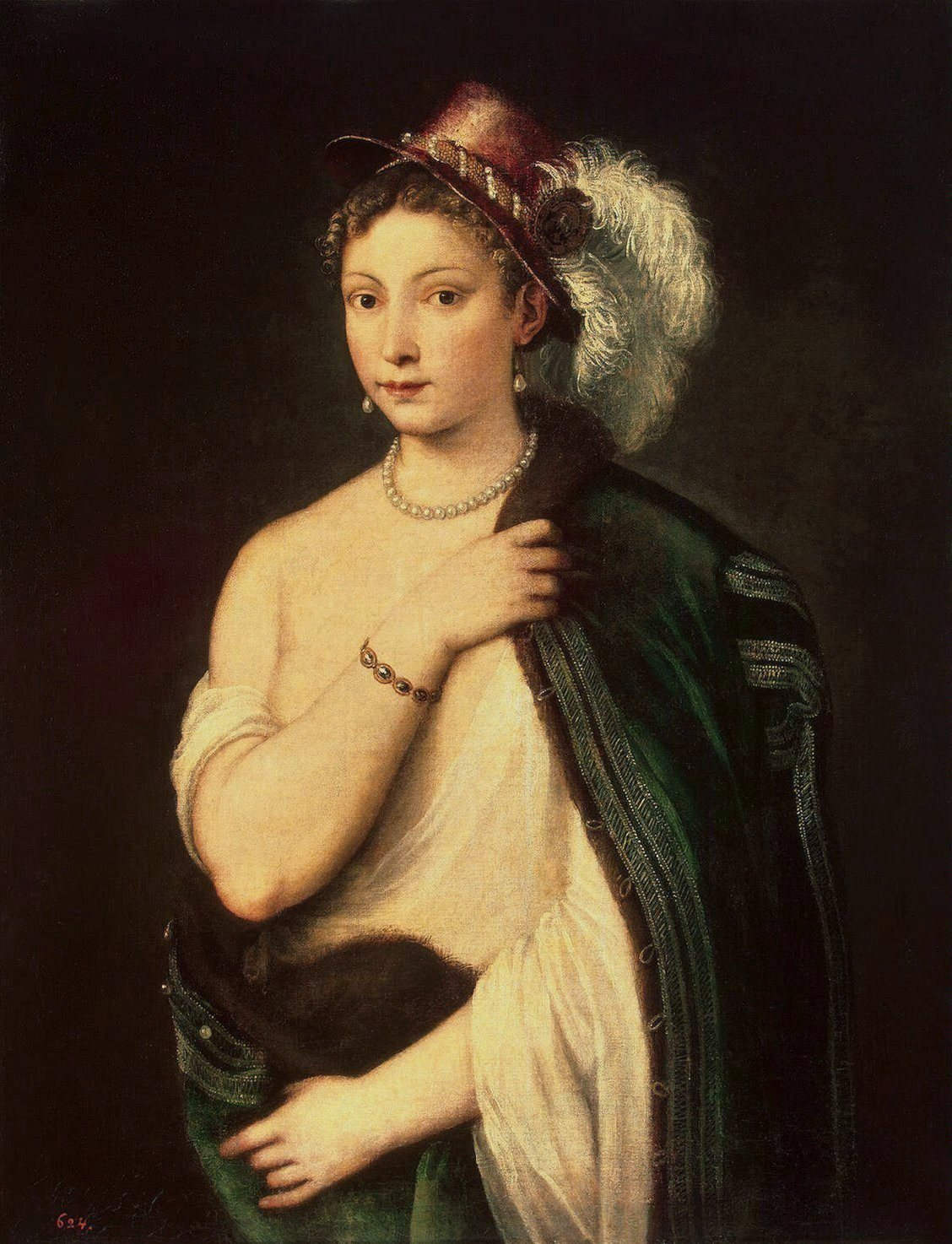
『羽毛帽子の女性』1536年頃 エルミタージュ美術館所蔵

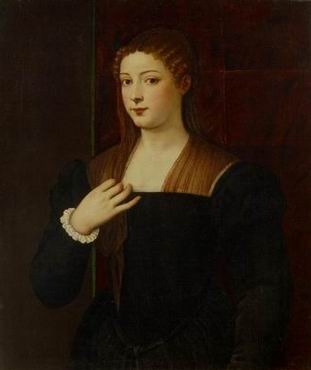
1530年–1539年頃 個人蔵
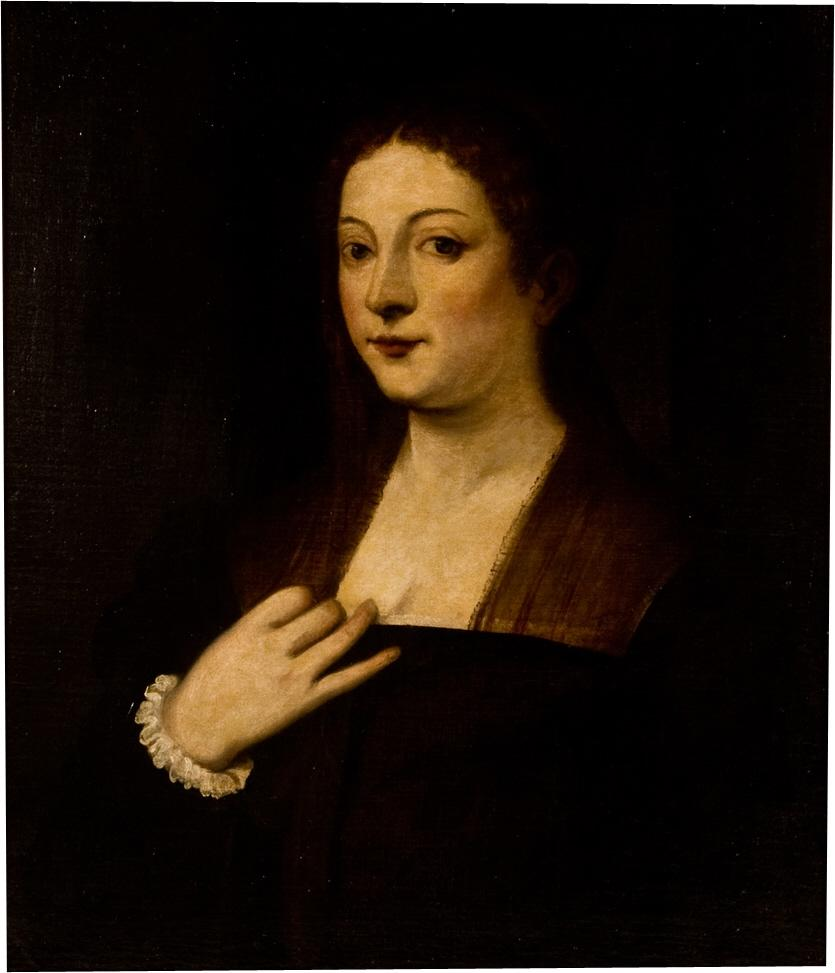
複製 1576年–1600年頃 セラルボ美術館（英語版）所蔵